# Liguilla Pre-Libertadores de América de 1996
La Liguilla Pre-Libertadores de América de 1996 fue la vigésimo tercera edición del Torneo Liguilla Pre-Libertadores de América, correspondiente a la temporada 1996 del fútbol uruguayo. El torneo se disputó en los meses de noviembre y diciembre de ese año.
La función del torneo era clasificar a los equipos para la próxima edición de la Copa Libertadores de América y la Copa Conmebol. El campeón fue Nacional, con Miguel Ángel Puppo como entrenador, que de esta manera lograba su quinto título en esta competencia.

## Equipos clasificados
Peñarol y Nacional clasificaron directamente a la Liguilla por ser los campeones del Torneo Apertura y del Clausura respectivamente.
Los otros 6 clasificados, provenían del Torneo Nacional, evento disputado entre 7 equipos profesionales de Montevideo, clasificados a través del Campeonato Uruguayo 1996, y 9 equipos del interior del país, clasificados a través de la Copa El País de ese año.

## Torneo Nacional 1996

### Primera fase
| Equipo local ida              | Resultado | Equipo visitante ida   | Ida | Vuelta |
| ----------------------------- | --------- | ---------------------- | --- | ------ |
| Atlántida Juniors (Atlántida) | 2:5       | Defensor Sporting      | 0:0 | 2:5    |
| San Eugenio (Artigas)         | 1:4       | Danubio                | 0:2 | 1:2    |
| Atenas (San Carlos)           | 2:2(p)    | River Plate            | 1:1 | 1:1    |
| Ceibal (Salto)                | 5:8       | Huracán Buceo          | 0:3 | 5:5    |
| Porongos (Trinidad)           | 2:5       | Rampla Juniors         | 1:2 | 1:3    |
| Liverpool                     | 5:2       | Bella Vista (Paysandú) | 1:0 | 4:2    |
| Central (Durazno)             | (p)2:2    | Montevideo Wanderers   | 1:1 | 1:1    |
| Plaza (Colonia)               | 4:4(p)    | River Plate (Rocha)    | 3:2 | 1:2    |

### Segunda fase
Los 4 ganadores clasifican a la Liguilla, los perdedores juegan una nueva eliminatoria de repesca.
| Equipo local ida    | Resultado | Equipo visitante ida | Ida | Vuelta |
| ------------------- | --------- | -------------------- | --- | ------ |
| River Plate (Rocha) | 1:4       | Defensor Sporting    | 0:0 | 1:4    |
| Central (Durazno)   | 1:2       | Danubio              | 0:0 | 1:2    |
| Rampla Juniors      | 0:3       | River Plate          | 0:0 | 0:3    |
| Liverpool           | 0:0       | Huracán Buceo        | 0:0 | 1:2    |

### Repesca de perdedores
Los 2 ganadores clasifican a la Liguilla.
| Equipo local ida | Resultado | Equipo visitante ida | Ida | Vuelta |
| ---------------- | --------- | -------------------- | --- | ------ |
| Rampla Juniors   | 3:1       | River Plate (Rocha)  | 3:0 | 0:1    |
| Liverpool        | 7:2       | Central (Durazno)    | 5:1 | 2:1    |

Nota: El partido de vuelta entre Rampla Juniors y River Plate de Rocha, disputado en Rocha, terminó con graves incidentes. El juez expulsó a varios jugadores y quedando los dos equipos en inferioridad numérica terminó el partido. Los incidentes fueron protagonizados por los jugadores que se agarraron a trompadas y a patadas. Fueron detenidos 8 jugadores de Rampla y 5 de River.

## Desarrollo de la Liguilla 1996

### Posiciones
| Puesto | Equipo            | Pts | PJ | PG | PE | PP | GF | GC | Dif |
| ------ | ----------------- | --- | -- | -- | -- | -- | -- | -- | --- |
| 1°     | Nacional          | 19  | 7  | 6  | 1  | 0  | 17 | 6  | 11  |
| 2°     | Danubio           | 13  | 7  | 4  | 1  | 2  | 12 | 7  | 5   |
| 3°     | Defensor Sporting | 12  | 7  | 4  | 0  | 3  | 11 | 5  | 6   |
| 4°     | Peñarol           | 11  | 7  | 3  | 2  | 2  | 11 | 7  | 4   |
| 5°     | Liverpool         | 10  | 7  | 3  | 1  | 3  | 11 | 15 | -4  |
| 6°     | River Plate       | 8   | 7  | 2  | 2  | 3  | 9  | 9  | 0   |
| 7°     | Huracán Buceo     | 6   | 7  | 1  | 3  | 3  | 7  | 9  | -2  |
| 8°     | Rampla Juniors    | 0   | 7  | 0  | 0  | 7  | 4  | 24 | -20 |

|  | Campeón. Clasifica a la Copa Libertadores 1997.                                 |
|  | Clasifica al repechaje por la segunda clasificación.                            |
|  | Clasifica al repechaje por la segunda clasificación (por ser campeón uruguayo). |
|  | Clasifica a la Copa Conmebol 1997.                                              |

| Uruguay                                     |
| Campeón Liguilla 1996 Nacional 5.to título. |

### Desempate por la segunda clasificación
Peñarol, por ser el campeón uruguayo, tenía derecho a jugar un partido de repesca en caso de no lograr la clasificación, enfrentando al segundo de la Liguilla, Danubio.
| 18 de diciembre de 1996 | Peñarol                            | 2:1 | Danubio          | Estadio Centenario, Montevideo |  |
|                         | Carlos Aguilera · Edgardo Adinolfi |     | Marcelo Zalayeta |                                |  |

Peñarol segundo clasificado a la Copa Libertadores 1997.

### Clasificados a las Copas internacionales
- Clasificados a la Copa Libertadores 1997
  - Nacional
  - Peñarol
- Clasificados a la Copa Conmebol 1997
  - Danubio
  - Defensor Sporting